# Talcahuano
Talcahuano è un comune cileno dell'VIII Regione del Bío Bío. È, come recita il suo motto, il primo porto militare, industriale e di pesca del Cile, situato nella baia di Concepciòn.

## Geografia
Talcahuano sorge nel margine sud-occidentale della baia omonima, a nord della foce del fiume Bío Bío. Il comune confina a sud con Hualpén; a sud-est con Concepción e Penco; a nord-est, nord e ovest con l'Oceano Pacifico.

## Toponimo
Il nome di Talcahuano deriva dal guerriero che ha vissuto sulla penisola di Tumbes: Talcahueñu (tralcam wenu), nome che nella lingua mapuche mapudungun significa "cielo tuonante". Il popolo mapuche, che ha anche vissuto nell'isola Quiriquina, indicava la baia di Talcahuano con questo nome per cui gli spagnoli hanno continuato a chiamare così questo settore della costa dell'Oceano Pacifico.
Attualmente, questa zona ha un gran numero di posti il cui nome è di origine mapuche come Caleta Chome (tizzone spento), Hualpén (guardare attorno) e Lenga (un altro cipresso), tra gli altri.

## Storia
Talcahuano, prima della conquista del Cile, faceva parte della terra di Arauco, abitata dai mapuche, che, come quasi tutto il sud, oppose resistenza al feroce dominio ispanico. Conflitto, che si protrasse per quasi cinque secoli, e che è conosciuto come Guerra d'Arauco.
Nella Colonia, quando fu consolidata la posizione dominante della corona spagnola, venne nominato governatore Alonso de Ribera, che, iniziando la costruzione del porto nel mese di aprile 1601, voleva unire le due baie. I lavori terminarono il 5 novembre 1764 sotto il governatore Antonio de Guill y Gonzaga.
Durante la guerra d'indipendenza cilena Talcahuano, piazzaforte realista, fu assediata invano dal 5 al 6 dicembre 1817 dalle milizie indipendentiste guidate da Bernardo O'Higgins. La cittadina rimase in mano spagnola sino al 1819.
Nel 1818, nella collina Perales, è stata redatta la Dichiarazione di Indipendenza del Cile, che è stato poi proclamata in Piazza Indipendenza, a Concepción. Ancora, nel 1820 Talcahuano è stata il teatro del combattimento Vegas di Talcahuano.
Dalla metà del XIX secolo fino alla costruzione del Canale di Panama (1914), il porto sperimenta una crescita accelerata, a causa dell'aumento del traffico marittimo, e la scoperta di miniere di carbone a Lota.
Nel XX secolo, è stata la scena della Rivolta delle Squadra Navale del 1931. Nella metà del XX secolo, la città ha vissuto un secondo apogeo, grazie alla installazione di varie industrie attorno: una industria siderurgica (CAP - Huachipato), una raffineria di petrolio (ENAP - Hualpén), una industria petrolchimici, e industrie della pesca, tra gli altri.
Dopo il Colpo di Stato del 1973, l'installazione della Marina Militare cilena a Talcahuano (e l'isola Quiriquina), sono stati utilizzati come un centro di detenzione, tortura e omicidio di dissidenti politici.
Nel 1980 l'espansione urbana di Concepción e Talcahuano, ha determinato la fusione delle due città in un unico agglomerato urbano, ora chiamato Grande Concepcion.
Nel 2004, il comune di Talcahuano è stato suddiviso, dando autonomia gestionale al popoloso settore di Hualpencillo, che ora è un Comune a sé con il nome di Hualpén.
Il 27 febbraio 2010 Talcahuano è stata devastata da un violento terremoto di magnitudo 8,8 e dal successivo tsunami. Dopo una settimana, sono stati segnalati solo 20 morti e 18 dispersi. 

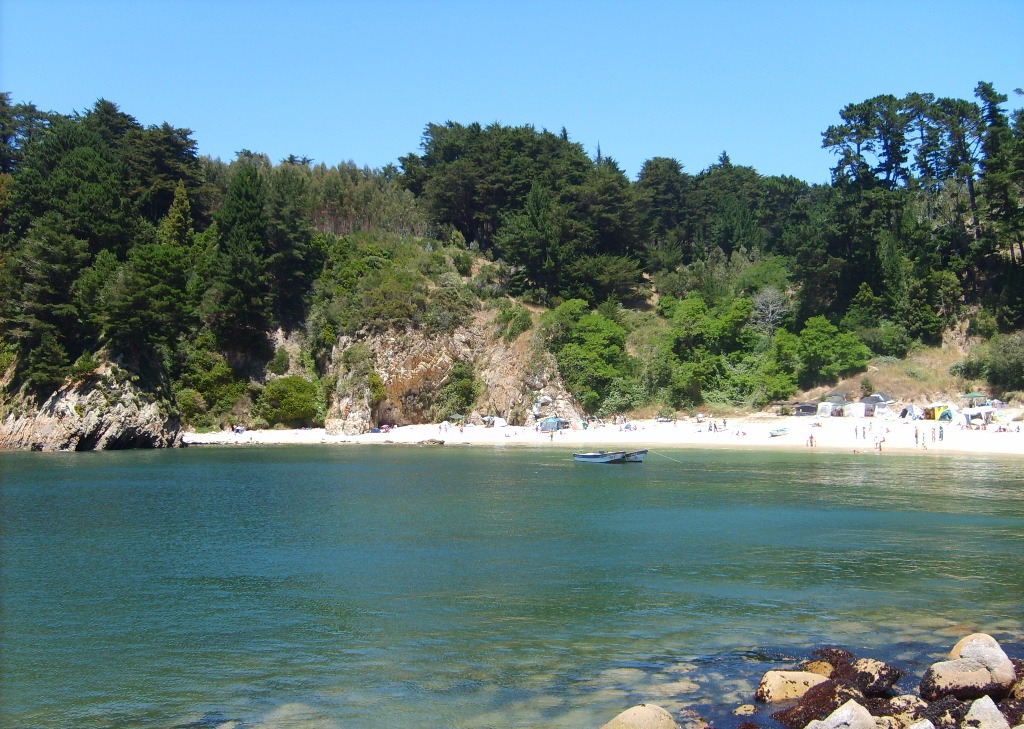
Spiaggia Ramuntcho, nel comune di attuale Hualpén

## Infrastrutture e trasporti

### Ferrovie
Talcahuano è uno dei capolinea della ferrovia suburbana Bíotren, che serve l'intera conurbazione della Gran Concepción.

### Aeroporti
Nel territorio del comune di Talcahuano sorge l'Aeroporto Internazionale Carriel Sur che serve l'intera area metropolitana di Concepción.

## Sport
La principale società calcistica cittadina è il CD Huachipato, che disputa le sue partite interne presso lo stadio CAP.

## Citazioni nella Letteratura
È citato dal personaggio Charlie Marlow nel romanzo Lord Jim di Joseph Conrad.
Un capitolo del romanzo I figli del capitano Grant di Jules Verne è ambientato nella sua baia.
Nel romanzo “Questa creatura delle tenebre” di Harry Thompson, narrante le spedizioni del brigantino Beagle nella Terra del Fuoco,nel febbraio del 1835 il capitano Robert Fitzroy ordina di dare fondo nella baia per prestare soccorso ai superstiti di Talcahuano e Conception dopo che un violento terremoto e un successivo maremoto hanno raso al suolo le due città.

## Altri progetti

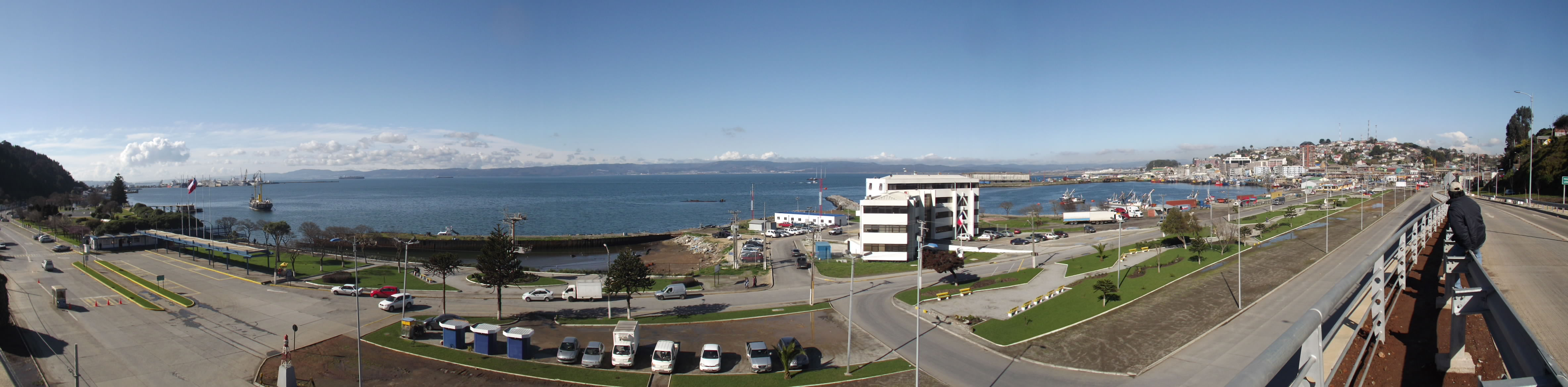
Talcahuano